# Walter von Forster
Walter von Forster (* 15. Juni 1915 in Nürnberg; † 2002 in Herrsching am Ammersee) war ein deutscher Komponist.

## Leben
Ab dem Alter von sechs Jahren lernte Forster Klavier und Harmonielehre bei Leonhard Stirnweiß. Er absolvierte ein Studium der Komposition und Kirchenmusik in München. Schon früh widmete er sich eigenen Kompositionen, von denen einige bereits während seines Besuches der Meisterklasse von Joseph Haas, bei Kammerkonzerten für Zeitgenössische Musik in Nürnberg zur Aufführung kamen. Darunter befanden sich Werke für Klavier, das Streichquartett und Liederzyklen. 

Während des Zweiten Weltkrieges gab er Privatunterricht und erhielt 1943 eine Beschäftigung als Chorleiter und Organist an der Stephanuskirche in München-Nymphenburg. 1946 wechselte er an die neu eröffnete Staatliche Hochschule für Musik in München. Walter von Forster unterrichtete dort als Lehrer für Musiktheorie und wurde schließlich zum Professor erhoben. Nach seinem Ruhestand 1979 lebte er als freischaffender Komponist.
Walter von Forsters Œuvre umfasst Hunderte von Werken. Den Schwerpunkt seines Schaffens bilden Werke der Vokal- und Kammermusik sowie Instrumentalmusik für Soloinstrumente.
Sein Nachlass befindet sich in der Musikabteilung der Bayerischen Staatsbibliothek München. Seine Kompositionen liegen alle als Originale oder in gedruckten Noten vor, doch ein Großteil seiner Werk wurde noch nie aufgeführt und noch nicht oder erst in jüngerer Zeit veröffentlicht.

## Werke (Auswahl)
- Praeludium fuqaque. Orgel. Verlag Merseburger, Kassel
- Allein zu dir, Herr Jesu Christ. Orgel. Verlag Merseburger, Kassel
- 12 Kirchenlieder und 5 Volkslieder. 3-5-stimmiger gemischter Chor.
- Solokantate im alten Stil. (Psalm 45). Alt, Flöte uns Streichquartett.
- Alpinum musicale. Cembalo oder andere Tasteninstrumente.